# Nittälven

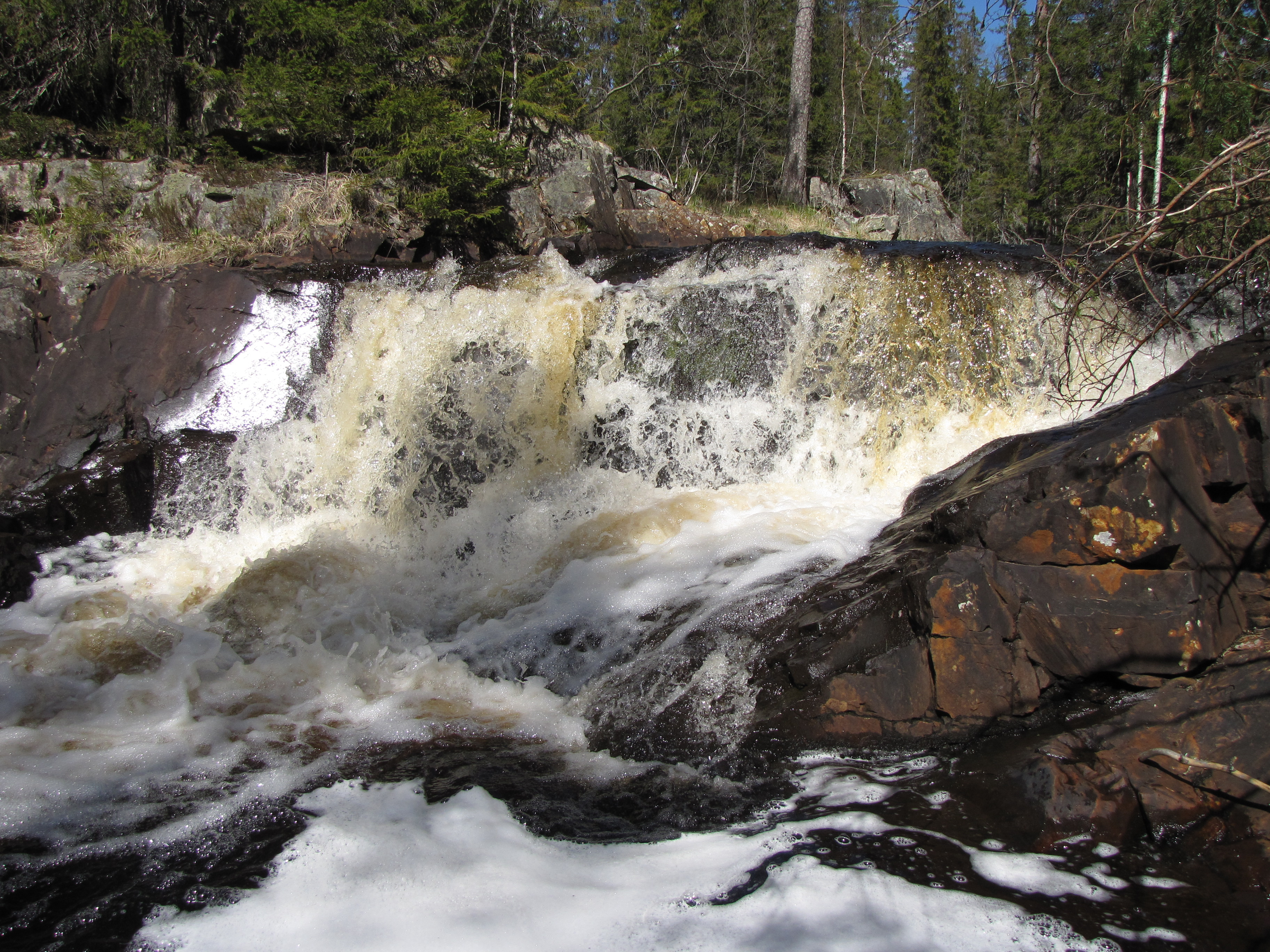
Brattforsen i Nittälven

Nittälven är ett vattendrag nordväst om Kopparberg, i Örebro län. Den är ett av Arbogaåns källflöden. Trots sitt namn påminner Nittälven mer om en mindre å, än en älv. Den rinner huvudsakligen genom ett sandigt hedlandskap med övervägande tallskog. Älven rinner upp i södra Dalarna, några kilometer nordväst om Yxsjöberg. På vägen passerar den flera naturreservat och det finns gott om älg och bäver kring älven. Älvens största fors är Brattforsen, som är naturreservat. Dessutom finns ett tiotal steniga småforsar. Nittälven mynnar i sjön Ljusnaren omkring fyra kilometer väster om Kopparberg. Älven är populär för paddling.